# Província d'Owari
Owari, escrit formalment com Owari no Kuni (尾張国) era una vella província del Japó que avui en dia és la meitat oest de l'actual prefectura d'Aichi. La seva abreviatura és Bishu (尾州).
La capital era Inazawa, a l'oest de la província. Dos dels generals més famosos del període Sengoku del Japó, Oda Nobunaga i Toyotomi Hideyoshi, provenien d'aquesta província, i Oda tenia un castell a Kiyosu.
Tokugawa Ieyasu va establir el shogunat Tokugawa amb el seu castell a Nagoya i va col·locar a un dels seus fills al càrrec del Owari Han, la tendència més gran era fora del shogunat Tokugawa.
El 1871 amb l'abolició dels dominis feudals i l'establiment de la prefectura (Haihan Chiken), després de la restauració Meiji,les províncies d'Owari i Mikawa va ser unides per establir-se definitivament a la prefectura d'Aichi a finals del 1872.